# Proteuxoa alterata
Proteuxoa alterata är en fjärilsart som beskrevs av W. Warren 1914. Proteuxoa alterata ingår i släktet Proteuxoa och familjen nattflyn. Inga underarter finns listade i Catalogue of Life.